# Општина Исверна (Мехединци)
Исверна (рум. Isverna) општина је у Румунији у округу Мехединци.
Oпштина се налази на надморској висини од 433 m.